# Maligny (Côte-d'Or)
Maligny is een gemeente in het Franse departement Côte-d'Or (regio Bourgogne-Franche-Comté) en telt 204 inwoners (2005). De plaats maakt deel uit van het arrondissement Beaune.

## Geografie
De oppervlakte van Maligny bedraagt 16,8 km², de bevolkingsdichtheid is 12,1 inwoners per km².
De onderstaande kaart toont de ligging van Maligny (Côte-d'Or) met de belangrijkste infrastructuur en aangrenzende gemeenten.

## Demografie
Onderstaande figuur toont het verloop van het inwonertal (bron: INSEE-tellingen).
1. ↑  Populations de référence 2022.